# Liisa Oviir
Liisa Oviir (ur. 1 marca 1977 w Tallinnie) – estońska polityk i prawniczka, od 2015 do 2016 minister przedsiębiorczości.

## Życiorys
Ukończyła w 2000 studia prawnicze na Uniwersytecie w Tartu. W latach 1997–1998 była urzędniczką w ambasadzie Estonii w Londynie, następnie przez dziesięć lat jako prawniczka w przedsiębiorstwie promowym Tallink. W latach 2008–2015 była zatrudniona w koncernie energetycznym Eesti Energia.
Zaangażowała się także w działalność polityczną w ramach Partii Socjaldemokratycznej. 14 września 2015 dołączyła do rządu Taaviego Rõivasa, obejmując stanowisko ministra przedsiębiorczości (w miejsce Urve Palo). Zakończyła pełnienie tej funkcji wraz z całym gabinetem 23 listopada 2016. Czasowo wchodziła następnie w skład Zgromadzenia Państwowego XIII kadencji.